# Stadio Domenico Fiore
Lo stadio comunale "Domenico Fiore" (già denominato "Ferentum" e "Italia '90") è il principale stadio da calcio del comune di Marino, in provincia di Roma, nell'area dei Castelli Romani. Lo stadio è conosciuto a livello nazionale per aver ospitato durante il campionato mondiale di calcio 1990 il ritiro ufficiale della nazionale di calcio dell'Italia, che alloggiava in un noto albergo poco distante dal campo.

## Storia
Il vecchio stadio comunale preesistente all'attuale impianto venne realizzato durante il periodo della dittatura fascista nell'area selvosa a ridosso del lago Albano fino ad allora incontaminata del Bosco Ferentano. Lo stadio era allora sede del Marino Lepanto, compagine calcistica locale che ottenne anche dei buoni risultati; inoltre, vi si svolgevano alcune manifestazioni inscenate dal regime fascista. Lo stadio venne chiamato "Ferentum", denominazione che conserverà fino al 1990: un nome ibrido che dovrebbe ispirarsi al bosco Ferentano e al Caput Aquae Ferentinum, luogo presso cui si riuniva in età pre-romana la Lega Latina, identificato a Marino presso il Barco Colonna, a poco distanza dallo stadio, appunto.
Nel 1960, in occasione della trentatreesima edizione della Sagra dell'Uva di Marino, nello stadio si svolse un concorso ippico. Venne inoltre festeggiata la nascita -per la prima volta- di una Polisportiva Marino. Il 24 settembre 1961 si svolge nello stadio il Concorso Ippico Regionale, presentato dal sindaco Giulio Santarelli con la partecipazione di Virna Lisi, del Ministro del turismo e dello spettacolo Alberto Folchi, e fra i concorrenti dei lancieri di Montebello e della Scuola Ippica Romana. Ancora un concorso ippico, stavolta però nazionale, si tiene nello stadio tra il 28 e 29 settembre 1963, nell'imminenza dei festeggiamenti per la trentaseiesima Sagra dell'Uva.
Nel 1966 lo stadio comunale rinnovato viene inaugurato dal sindaco Giulio Santarelli e dal Ministro del turismo e dello spettacolo Achille Corona, alla presenza dell'abate parroco Giovanni Lovrovich e con la partecipazione straordinaria di Sophia Loren, proprietaria assieme al marito Carlo Ponti di una storica villa situata ai piedi del centro storico di Marino, lungo la strada statale 217 Via dei Laghi.
La serata del 2 ottobre 1981, nell'ambito dei festeggiamenti per la cinquantasettesima edizione della Sagra dell'Uva, si tiene un concerto del Banco del Mutuo Soccorso, il cui fondatore, Vittorio Nocenzi, è originario proprio di Marino. Il costo del biglietto era di £ 3000.
In occasione del campionato mondiale di calcio 1990, svoltosi in Italia dall'8 giugno all'8 luglio 1990, la nazionale di calcio dell'Italia, allenata da Azeglio Vicini, venne alloggiata a Marino: in previsione di questo evento, fin dal 1987 iniziarono imponenti lavori per ricostruire lo stadio in cemento armato. Tra i giocatori che in quel periodo si allenarono nel ritiro di Marino c'erano Walter Zenga, Carlo Ancelotti, Giuseppe Giannini, Roberto Mancini, Paolo Maldini e Roberto Baggio. Quell'anno la nazionale arrivò al terzo posto dietro a Germania Ovest e Argentina.
Dopo la fine dei mondiali, lo stadio venne denominato "Italia '90" per perpetrare l'evento del soggiorno azzurro.
Domenica 6 ottobre 1996, turno di riposo del campionato di calcio di serie A, lo stadio "Italia '90" ospita un'amichevole giocata tra la Società Sportiva Lazio, quell'anno quarta in classifica, e una rappresentativa di squadre marinesi, che finisce sotto di dieci gol.
Con l'approvazione, il 20 dicembre 2006, della mozione avente ad oggetto l'intitolazione dello stadio comunale di Marino, il Consiglio comunale di Marino ha approvato la dedicazione dello stadio all'imprenditore marinese Domenico Fiore, grande appassionato di calcio e presidente dell'A.S. Marino Calcio. La cerimonia di dedicazione è avvenuta l'8 luglio 2007.
Il Comune ha garantito che a fine stagione 2007/2008 saranno effettuati lavori nel campo con il ripristino del manto erboso.

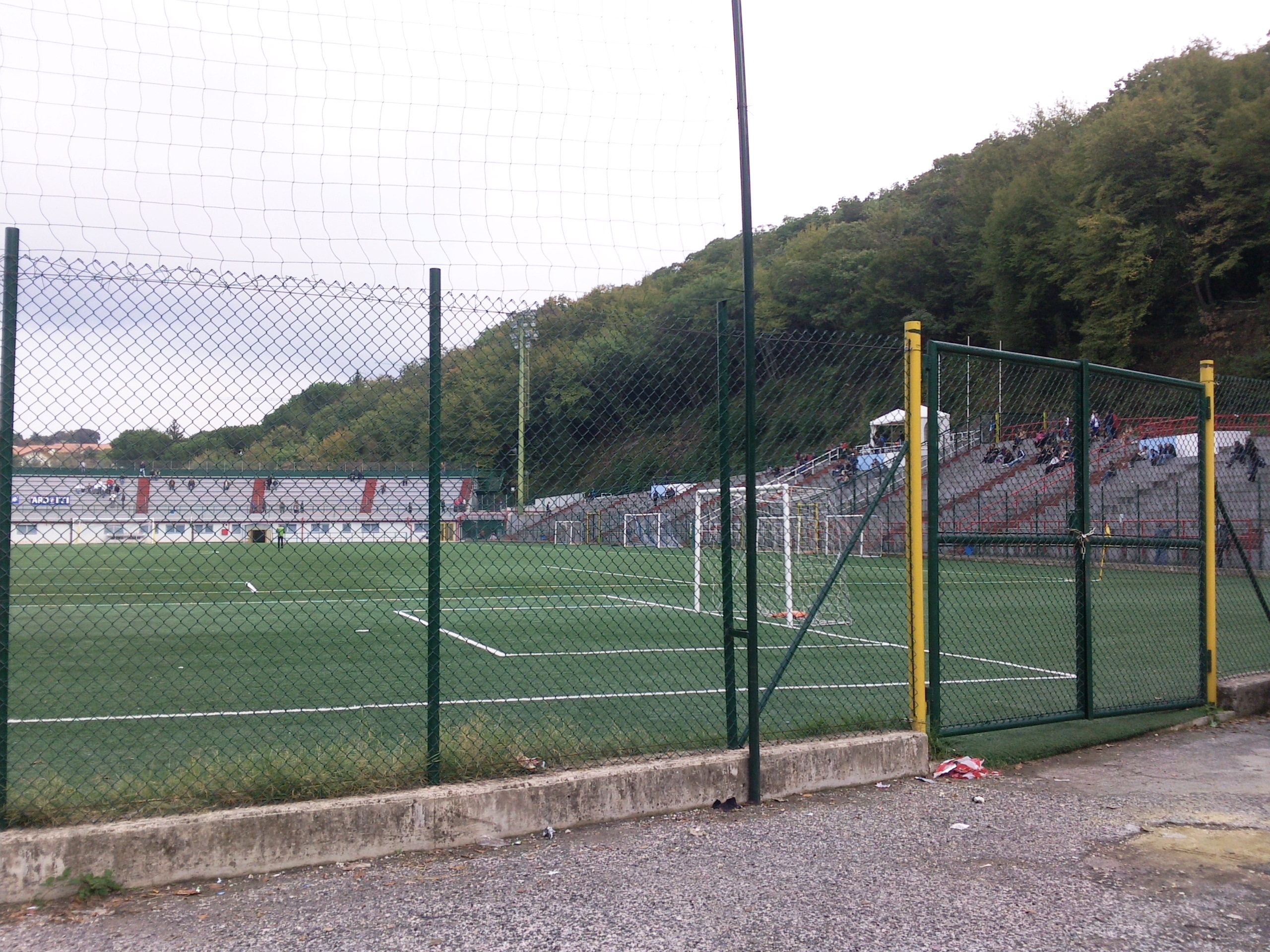
Vista dall'ingresso ospiti

Il 25 aprile 2009 è stato inaugurato l'impianto rinnovato. Entro il 15 giugno 2009 il Comune di Marino, gestore dell'impianto, aveva posto i termini di presentazione delle richieste per il bando di concorso sulla gestione del "Domenico Fiore", alle seguenti condizioni: prezzo di partenza 25.000 euro, garanzia di fideiussone bancaria 600.000 euro, stipula di una polizza assicurativa completa da 1.000.000 di euro per un contratto della durata di 10 anni, richieste che sarebbero sembrate un po' eccessive per le società. Al 26 giugno infatti si erano fatte avanti solo il Città di Marino e l'A.S.D. Cava dei Selci 1997.

## Descrizione
Lo stadio è dotato di una curva, sul lato corto rivolto verso ovest, e di una fila di spalti, sul lato lungo del campo rivolto a sud, verso il lago Albano. Le gradinate sono in cemento armato. Ai quattro angoli del campo di gioco, si elevano quattro fari per l'illuminazione delle partite notturne. Gli spogliatoi, situati sotto l'unica curva, sono posti ad un livello più basso del terreno di gioco. È possibile accedere allo stadio da due diverticoli della strada statale 216 Maremmana III appositamente costruite, una utilizzata come ingresso atleti e l'altra come ingresso per il pubblico. All'imboccatura di ciascuna delle due strade, è rimasto una sorta di arco bianco, rosso e verde con scritto "Benvenuti a Marino", ricordo della presenza della Nazionale nel 1990.

## Galleria d'immagini

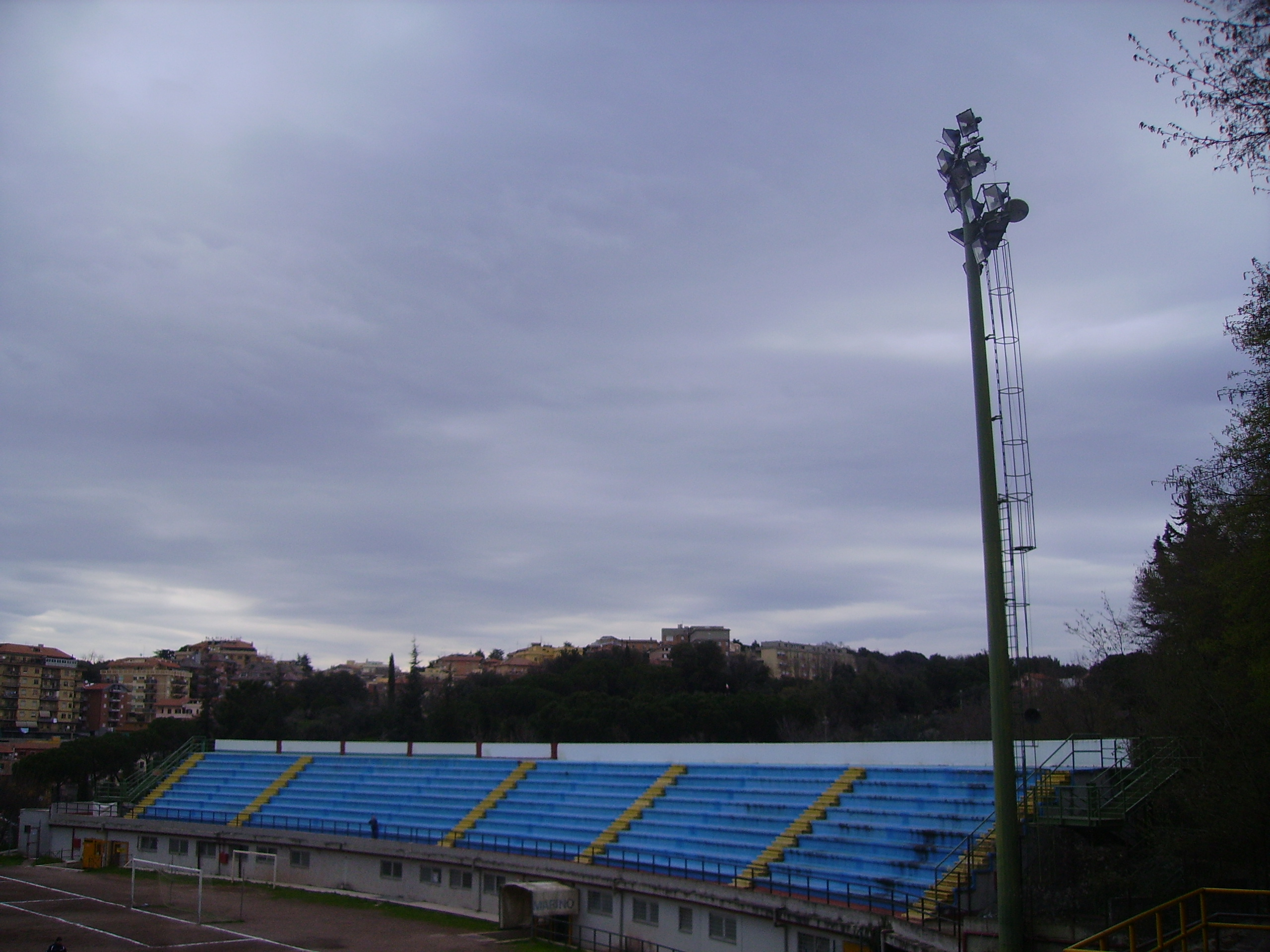
La curva dello stadio.
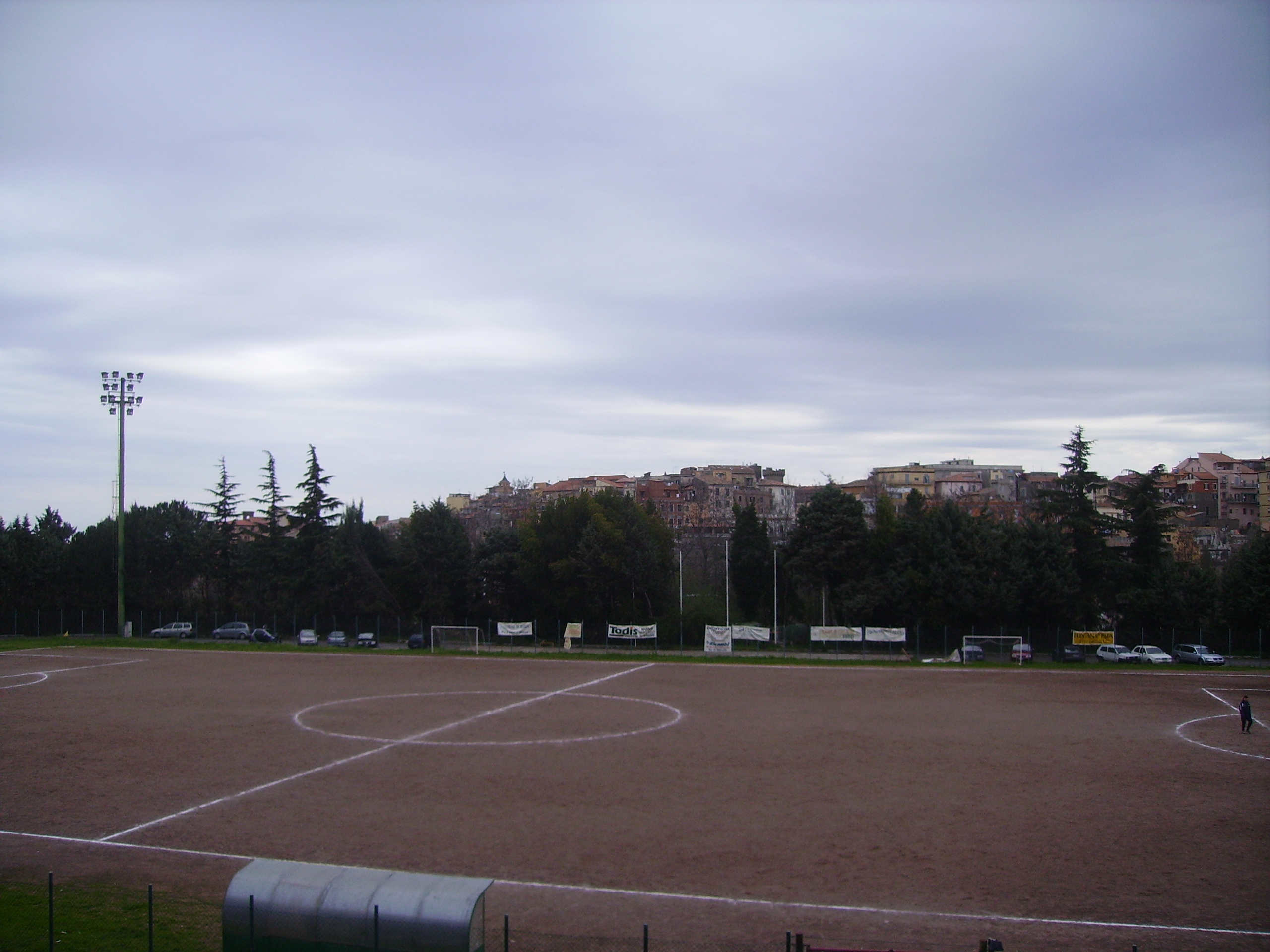
Lo stadio nell'inverno 2006.
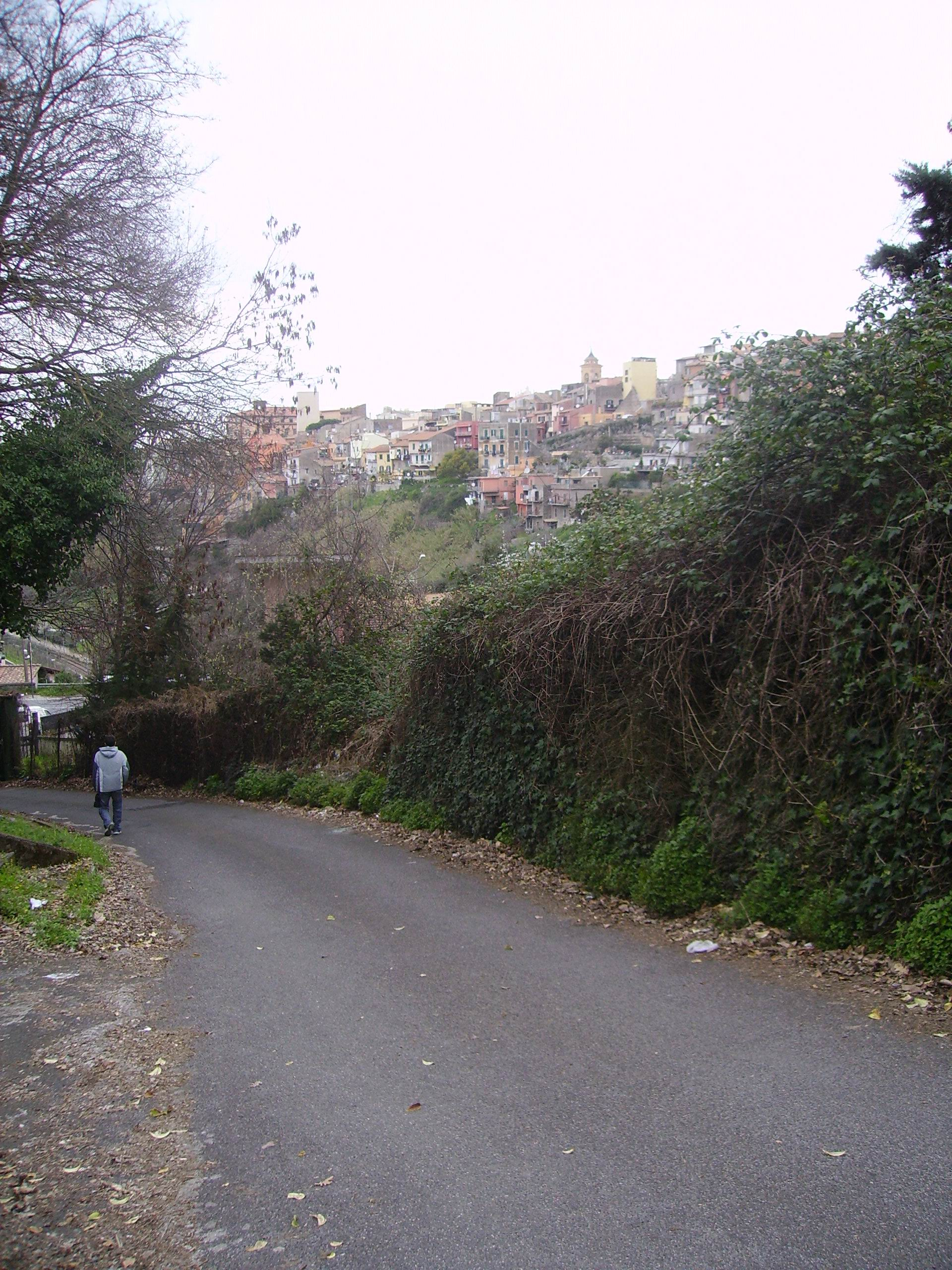
L'ingresso atleti dello stadio.